# Oberramsern

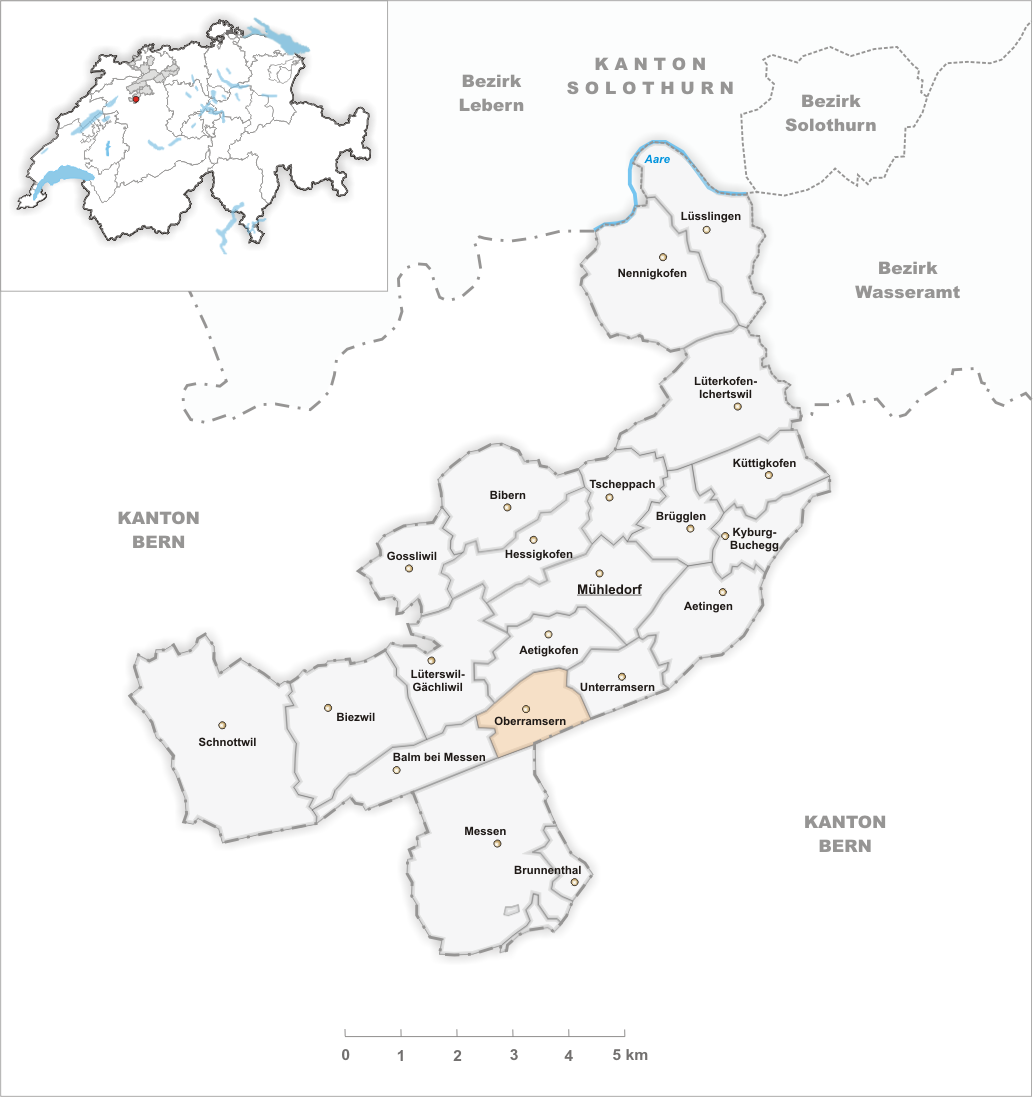
Gemeindestand vor der Fusion am 1. Januar 2010

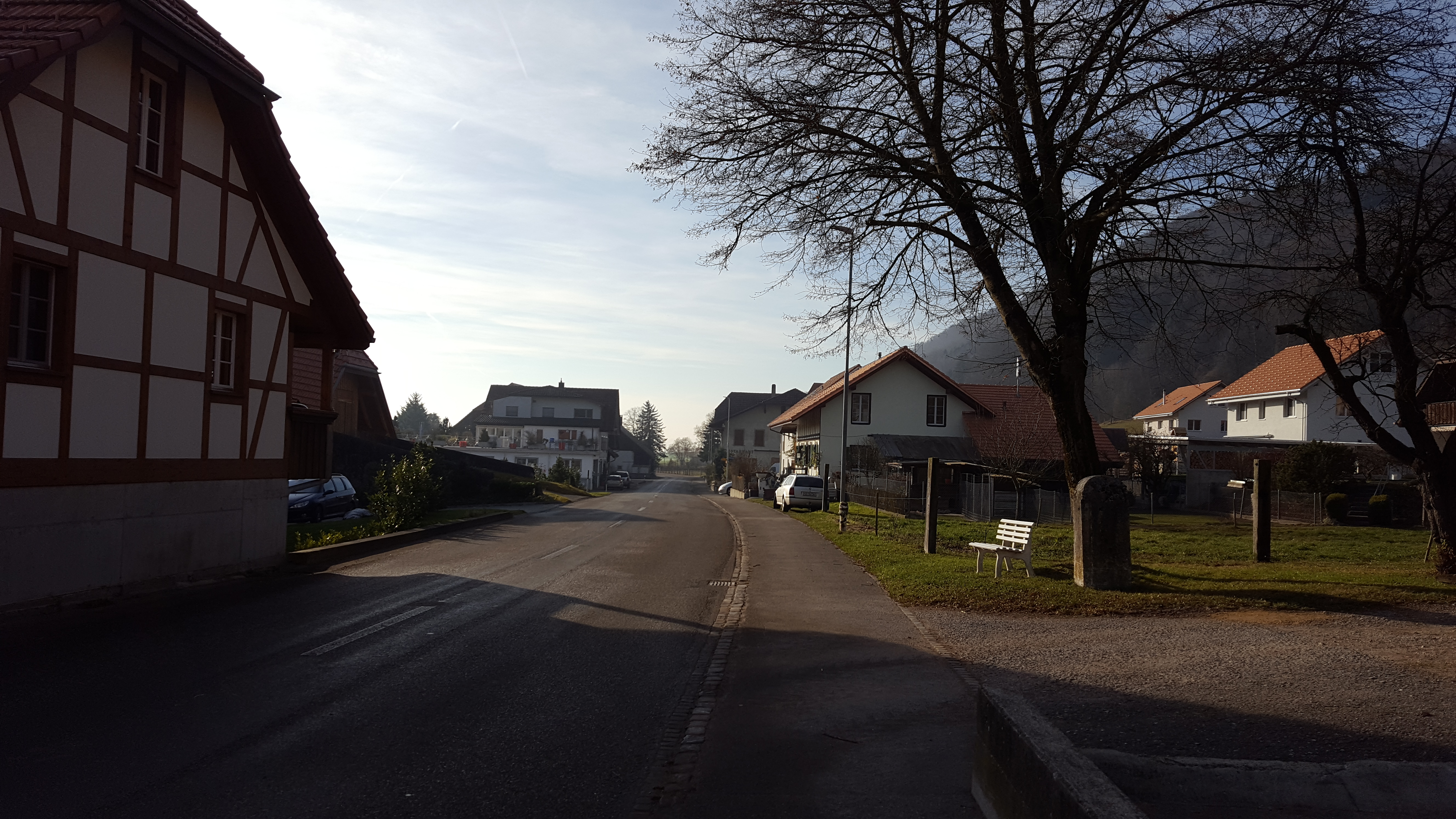
Strasse Richtung Messen

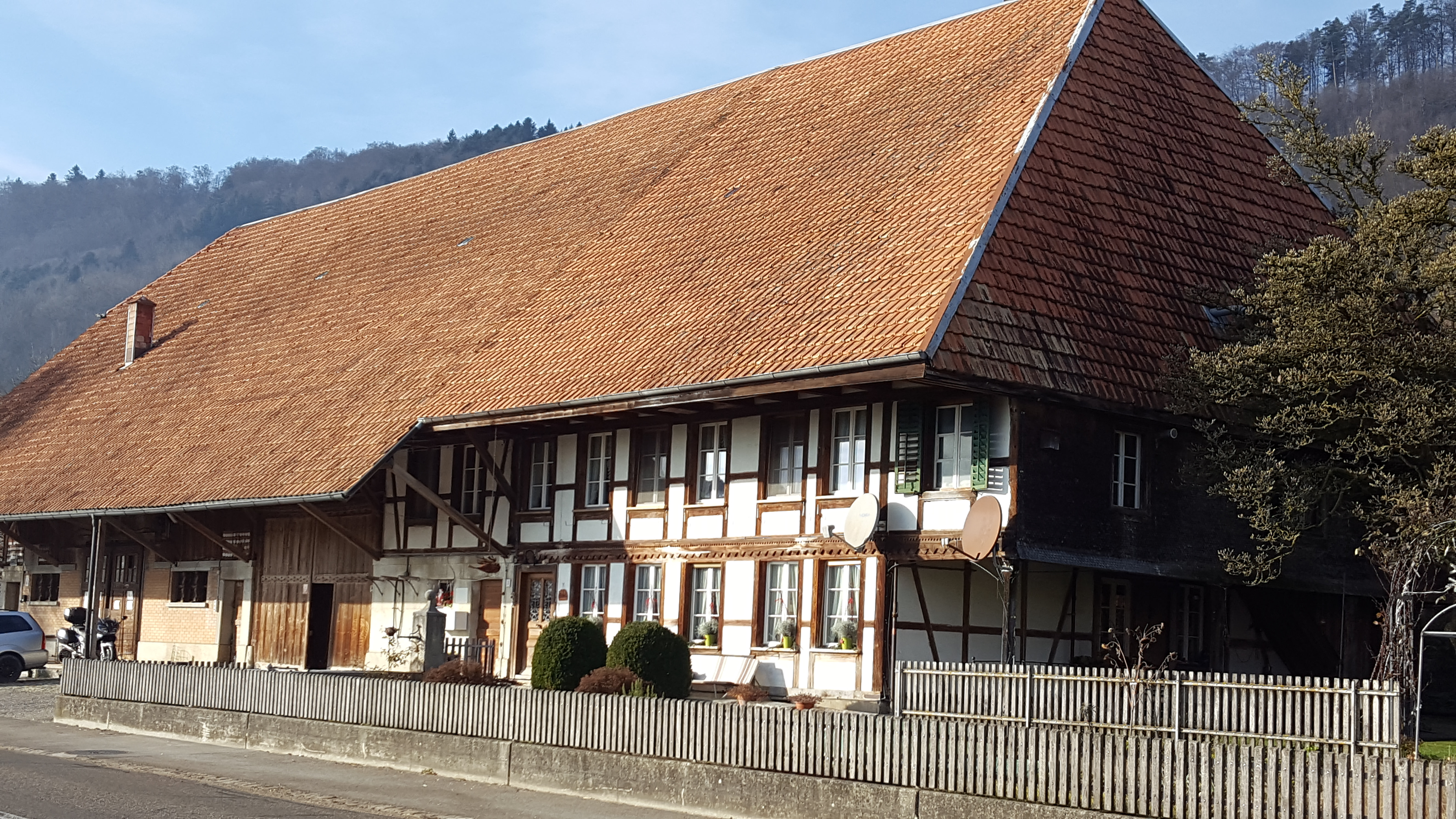
Haus in Oberramsern

Oberramsern ist eine Ortschaft in der Gemeinde Messen im Schweizer Kanton Solothurn.
Auf den 1. Januar 2010 fusionierten die vormaligen Gemeinden Balm bei Messen, Brunnenthal, Messen und Oberramsern zur neuen Gemeinde Messen.

## Geographie
Oberramsern liegt auf 475 m ü. M., 12 Kilometer südsüdwestlich des Kantonshauptortes Solothurn (Luftlinie). Das Strassendorf erstreckt sich am Südfuss des Bucheggberges, am Rand der breiten Ebene des Limpachtals, im Solothurner Mittelland.
Die Fläche des 1,8 km² grossen ehemaligen Gemeindegebiets umfasste einen Abschnitt der Molassehöhen des Bucheggberges. Die südliche Grenze verlief entlang des kanalisierten Limpachs. Von hier erstreckte sich der Gemeindeboden nordwärts über die landwirtschaftlich intensiv genutzte Ebene und den steilen, dicht bewaldeten Südhang des Bucheggbergs (Ramserenberg) bis auf die Kante zum Hochplateau. Auf dem Eggholz wird mit 640 m ü. M. die höchste Erhebung von Oberramsern erreicht. Von der ehemaligen Gemeindefläche entfielen 1997 6 % auf Siedlungen, 28 % auf Wald und Gehölze, 65 % auf Landwirtschaft und etwas mehr als 1 % war unproduktives Land.
Nachbargemeinden von Oberramsern waren Messen, Balm bei Messen, Lüterswil-Gächliwil, Aetigkofen und Unterramsern im Kanton Solothurn sowie Mülchi im Kanton Bern.

## Bevölkerung
Mit 87 Einwohnern (Stand 31. Dezember 2008) gehörte Oberramsern zu den kleinsten Gemeinden des Kantons Solothurn. Von den Bewohnern geben 100 % Deutsch als ihre Muttersprache an (Stand 2000). Die Bevölkerungszahl von Oberramsern belief sich 1850 auf 127 Einwohner, 1900 auf 116 Einwohner. Im Verlauf des 20. Jahrhunderts nahm die Bevölkerungszahl bis 1990 auf 85 Personen ab. Seither wurde wieder ein leichtes Bevölkerungswachstum verzeichnet.

## Wirtschaft
Oberramsern war bis in die zweite Hälfte des 20. Jahrhunderts ein vorwiegend durch die Landwirtschaft geprägtes Dorf. Noch heute haben der Ackerbau und der Obstbau sowie die Viehzucht und die Forstwirtschaft einen wichtigen Stellenwert in der Erwerbsstruktur der Bevölkerung. Einige weitere Arbeitsplätze sind im lokalen Kleingewerbe und im Dienstleistungssektor vorhanden. In den letzten Jahrzehnten sind auch einige Familien zugezogen, womit sich die Zahl der Wegpendler in die Regionen Solothurn und Bern erhöht hat.

## Verkehr
Das Dorf liegt abseits der grösseren Durchgangsstrassen an einer Verbindungsstrasse von Lohn-Ammannsegg entlang dem Südfuss des Bucheggbergs nach Messen. Durch einen Postautokurs, welcher die Strecke von Bätterkinden nach Messen bedient, sowie durch den Rufbus Bucheggberg ist Oberramsern an das Netz des öffentlichen Verkehrs angeschlossen.

## Geschichte
Die erste urkundliche Erwähnung des Ortes erfolgte 1276 unter dem Namen Rambsern, wobei nicht klar ist, ob sich die Bezeichnung auf Oberramsern oder Unterramsern bezieht. 1368 erscheint die eindeutige Nennung von Oberramseron. Der Ortsname geht auf das schweizerdeutsche Wort Rams «Bärlauch» zurück.
Seit dem Mittelalter unterstand Oberramsern der Herrschaft Buchegg, die Teil der Landgrafschaft Burgund war, 1391 von Solothurn erworben und zur Vogtei Bucheggberg umgewandelt wurde. Bis 1798 lag die hohe Gerichtsbarkeit beim bernischen Landgericht Zollikofen, während Solothurn mit dem Gerichtsort Aetingen die niedere Gerichtsbarkeit ausübte. Nach dem Zusammenbruch des Ancien Régime (1798) gehörte Oberramsern während der Helvetik zum Distrikt Biberist und ab 1803 zum Bezirk Bucheggberg. Mit Wirkung auf den 1. Januar 2010 fusionierte Oberramsern mit Balm bei Messen, Brunnenthal und Messen zur neuen Gemeinde Messen.

## Sehenswürdigkeiten
Im Ortskern sind einige charakteristische Bauernhäuser mit tief heruntergezogenen Walmdächern aus dem 18. und 19. Jahrhundert erhalten. Oberramsern besitzt keine eigene Kirche; es gehört zur Pfarrei Messen.

## Wappen
In Rot auf grünem Plan eine grünbeblätterte Bärlauchpflanze mit weisser Blütendolde auf grünem Stiel.